# Уади ал Араба
Уади ал-Араба също Арабска долина (на арабски: وادي عربة, Аравá; на иврит: הערבה; остар. Араба, Арава или Уади ал--Араб) е дълбока долина-грабен в Западна Азия, разположена на териториите на Израел и Йордания. Дължина от север на юг около 125 km, най-голяма ширина по дъното 10 – 25 km. На север продължава в падината-грабен Ал Гхор, а на юг – в залива залива Акаба на Червено море. От изток и запад е обградена от стръмни склонове с относителна височина 1000 – 1400 m. Заета е от пустинни ландшафти и има епизодични реки. По долината преминават участъци от автомагистралата и нефтопровода Ейлат – Тел Авив.